# 日本國鐵EF16型電力機車
EF16型电力机车（日语：EF16形電気機関車）是日本铁路的干线货运电力机车车型之一，是为满足奥羽本线及上越线大坡度区段的牵引需要，在战后初期制造的EF15型电力机车的基础上改造而成，适用于供电制式为1500伏直流电的电气化铁路。EF16型电力机车可按改造时期分为“福米型”和“上越型”两种类型。

## 历史

### 福米型
第二次世界大战结束后，日立製作所、川崎車輛、三菱重工业、東京芝浦電氣、汽車製造、日本車輛製造等企业于1947年研制了EF15型干线货运电力机车并投入批量生产。1949年，随着奥羽本线福岛至米泽完成直流电气化改造，EF15型电力机车亦开始投入该区段使用。然而，通过板谷岭的路段是奥羽本线最困难的连续长大坡道区段，最大坡度达到33‰，且存在大量半径约300米左右的小半径曲线。当列车下坡时频繁使用踏面制动来控制速度，闸瓦与轮箍长时间摩擦不仅造成轮箍和闸瓦的严重磨耗，甚至容易造成轮箍弛缓的行车事故。因此，该线的EF15型电力机车在车顶上加装了一个水箱，当施加制动时向车轮喷水冷却，但这种临时性措施并没有从根本上解决问题。
1951年至1952年间，福岛机关区的12台EF15型电力机车（EF15 1～8、20～23）相继进行加装再生制动装置的改造，改造后的机车因性能变化较大而改称为EF16型电力机车（EF16 1～12）。再生制动工况时牵引电动机变为直流发电机运转，制动电流通过励磁机输出的励磁电流来调节，列车制动产生的电能可以通过受电弓反馈给架空接触网系统。除此之外，由于奥羽本线上的列车无高速运行的需要，因此取消了对牵引电动机的磁场削弱控制，并在机车两端加装重联控制用的接线插座。而前窗玻璃上方亦加装了冰柱切割板，以防走行中的机车撞上隧道口垂落的冰柱而造成车窗损坏，同时还增设了额外的警笛、砂箱和司机室暖气设备。
改造后的EF16型电力机车仍然配属于福岛机关区，担当福岛至米泽间所有列车的牵引任务。再生制动不仅大幅提高了列车在长大坡道上的制动可靠性，同时亦减少了因踏面制动造成的磨耗和危险。1961年10月，开行了上野至秋田的“翼号”特急列车，由于所使用的Kiha 82系柴油动车组的功率不足以应付板谷岭的长大坡道，因此“翼号”列车在福岛至米泽间仍然采用EF16型电力机车牵引。
1964年至1965年间，福岛机关区开始配属新一代的EF64型电力机车，被替换下来的EF16型电力机车全部转配属到长冈第二机关区，并投入到上越线使用。1967年，其中10台EF16型电力机车（1～10）被重新恢复为一般的EF15型电力机车，除了取消再生制动、附加水箱和额外警笛，并恢复了磁场削弱功能，而机车编号亦恢复到最初的号码。这些机车除了少数后来转属首都圈内的新鹤见、甲府机关区，其余大部分仍继续在上越线运用。
另一方面，仍然保有再生制动的11、12号机车后来也进行了和“上越型”相同的改造，取消了附加水箱和额外警笛。之后，两台机车仍然配属长冈第二机关区，继续在上越线运用。

### 上越型
上越线是翻越上越国境山脉的山区铁路，水上至石打区段是全线坡度最大的困难区段，连续坡度达到20‰。1955年至1957年间，为满足该长大坡道区段的牵引需要，将12台EF15型电力机车（16～19、24～28、31～33）改造成EF16型电力机车，因使用区段的坡度和奧羽本线有较大差异，“上越型”机车的再生制动性能亦和“福米型”机车有所不同。考虑到“福米型”机车的数量或有增加的可能，因此“上越型”机车也采用了不同机车编号以资区别（EF16 20～31）。
这批机车主要配属于水上机关区，少数配属于长冈第二机关区（后来的长冈运转所），用来担当上越线水上至石打区段的补机任务。加上经过改造的11、12号机车，实际上共有14台“上越型”的EF16型电力机车。1980年以后，随着EF64型1000番台电力机车开始配属长冈运转所，被淘汰的EF16型电力机车于1982年全部报废。

## 车辆保存
EF16-28号机车：静态保存于上越线水上站附近的水纪行馆。

## 参看
- EF11型电力机车
- EF15型电力机车
- 日本电力机车列表